# Sigrid Lund
Rut Sigrid Margareta Lund, född 20 januari 1907 i Orsa, död 11 mars 1970 i Helsingborgs Maria församling, var en svensk målare, tecknare och filosofie magister.
Hon var dotter till postmästaren Karl Adolf Lund och Hulda Bahge. Hon studerade konst vid Tekniska skolan i Stockholm, Reybekiels målarskola och Blombergs målarskola från början av 1930-talet till 1935 därefter följde en studieresa till Nederländerna, Frankrike och Italien 1936 som senare följdes av en rad studieresor till flera medelhavsländer. Separat ställde hon bland annat ut i Helsingborg, Karlshamn, Karlstad och Varberg. Tillsammans med Louise Stahl ställde hon ut i Eskilstuna 1950. Hon var representerad i Sveriges fria konstnärsförbunds vandringsutställningar under 1950-talet. Hennes konst består av porträtt, figurstudier men merparten av hennes produktion består av folklivsbilder och landskapsskildringar från resorna i Sydeuropa och den svenska västkusten utförda i olja, pastell eller gouache.